# イエケリーヌ・スタンジェ
イエケリーヌ・スタンジェ （Iekeliene Stange, 1984年7月27日 - ）は、オランダのファッションモデル。IMG所属。ほお骨の浮き出た不健康そうな顔立ちが魅力とされる。
モデルとなる以前はマルチメディアを学ぶ学生だった。マーク・ジェイコブスやD&Gの広告に登場。東京のストリート・ファッションに影響を受けているという私服は、常に注目の的である。アビー・リー・カーショウなどと仲が良い。